# 糸魚川自動車学校
株式会社糸魚川自動車学校（いといがわじどうしゃがっこう）は、新潟県糸魚川市にある指定自動車教習所を運営する企業である。

## 教習車種
- 普通自動車（MT車・AT車）
- 中型自動車
- 大型特殊自動車
- 大型自動二輪車
- 普通自動二輪車（MT車・AT車）
- けん引自動車

## 所在地
〒941-0071 新潟県糸魚川市大字大野358-3

## 周辺
- JR大糸線姫川駅
- 姫川
- 国道148号